# Azuma
Pour les articles homonymes, voir Azuma (homonymie).
L’Azuma est un croiseur cuirassé de 1re classe de la Marine impériale japonaise. Il fut réalisé par le chantier naval français de Saint-Nazaire.
Il porte l'ancien nom de la région japonaise du Kantō.

## Conception
L’Azuma fut l'un des six croiseurs cuirassés dont la construction par des chantiers navals à l'étranger a été ordonnée après la guerre sino-japonaise de 1894-1895 dans le cadre du « Programme six-six » (six cuirassés et six croiseurs) destiné à être l'épine dorsale de la marine impériale japonaise.

Presque toutes les commandes ont été passées avec les chantiers navals au Royaume-Uni, mais pour des raisons politiques et diplomatiques, l’Azuma a été commandé à la France et son quasi-sister-ship le Yakumo à l'Allemagne.
Bien que la conception de base des six croiseurs de ce « programme six-six » a été essentiellement la même, chaque chantier naval a eu une grande liberté pour en modifier le design.
L’Azuma, pour sa propulsion, a été équipé de 24 chaudières Belleville, qui étaient considérées comme les plus avancées de l'époque. Il fut le plus long des six croiseurs, difficulté majeure car il ne pouvait pas entrer en cale-sèche dans les ports japonais pour réparation.
L'artillerie principale de l’Azuma se composait de canons de 203 mm, de calibre 45, en double-tourelles en avant et arrière du navire. Les tourelles avaient une rotation gauche-droite de 150 degrés et une élévation de 30 degrés permettant des tirs à 18 000 mètres.

L'artillerie secondaire de canons de 152 mm, en calibre 40, avait une portée de 9 140 mètres, et pouvait tirer cinq obus par minute (jusqu'à sept par minute pour un équipage très qualifié). L’Azuma a également été équipé d'un bélier de proue.

## Histoire
L’Azuma a participé à la guerre russo-japonaise de 1904-1905, sous le commandement du futur amiral Yashiro Rokurō durant la bataille d'Ulsan le 9 février 1904, puis a pris part à la bataille de la mer Jaune, et à la bataille de Tsushima. Après cette guerre, il a été retiré du service en 1re ligne pour servir de navire-école.
Au début de la Première Guerre mondiale, l’Azuma a servi d'escorteur pour les convois dans l'océan Indien entre Singapour et le canal de Suez dans le cadre de la contribution japonaise à l'effort de guerre dans l'Alliance anglo-japonaise.
Ensuite il est retourné au port de Maizuru pour la flotte d'entraînement.
Le 1er septembre 1921, l’Azuma a été classifié comme un navire de défense côtière et est resté à quai.
Après le début de la guerre du Pacifique en 1941, bien qu'obsolète, l’Azuma a été ré-armé le 1er juillet 1942 comme navire-auxiliaire. Il a été démilitarisé le 15 février 1944 et abandonné dès 1945. L'ancrage de l’Azuma est conservé à Tokyo.

### Sources
- (en) Cet article est partiellement ou en totalité issu de l’article de Wikipédia en anglais intitulé « Japanese cruiser Azuma » (voir la liste des auteurs).